# Wallarah
Wallarah är en del av en befolkad plats i Australien. Den ligger i regionen Wyong Shire och delstaten New South Wales, i den sydöstra delen av landet, omkring 74 kilometer norr om delstatshuvudstaden Sydney.
Närmaste större samhälle är Bateau Bay, omkring 17 kilometer söder om Wallarah. 
Runt Wallarah är det i huvudsak tätbebyggt. Genomsnittlig årsnederbörd är 1 393 millimeter. Den regnigaste månaden är februari, med i genomsnitt 222 mm nederbörd, och den torraste är juli, med 42 mm nederbörd.